# Wolf-Ernst Reif

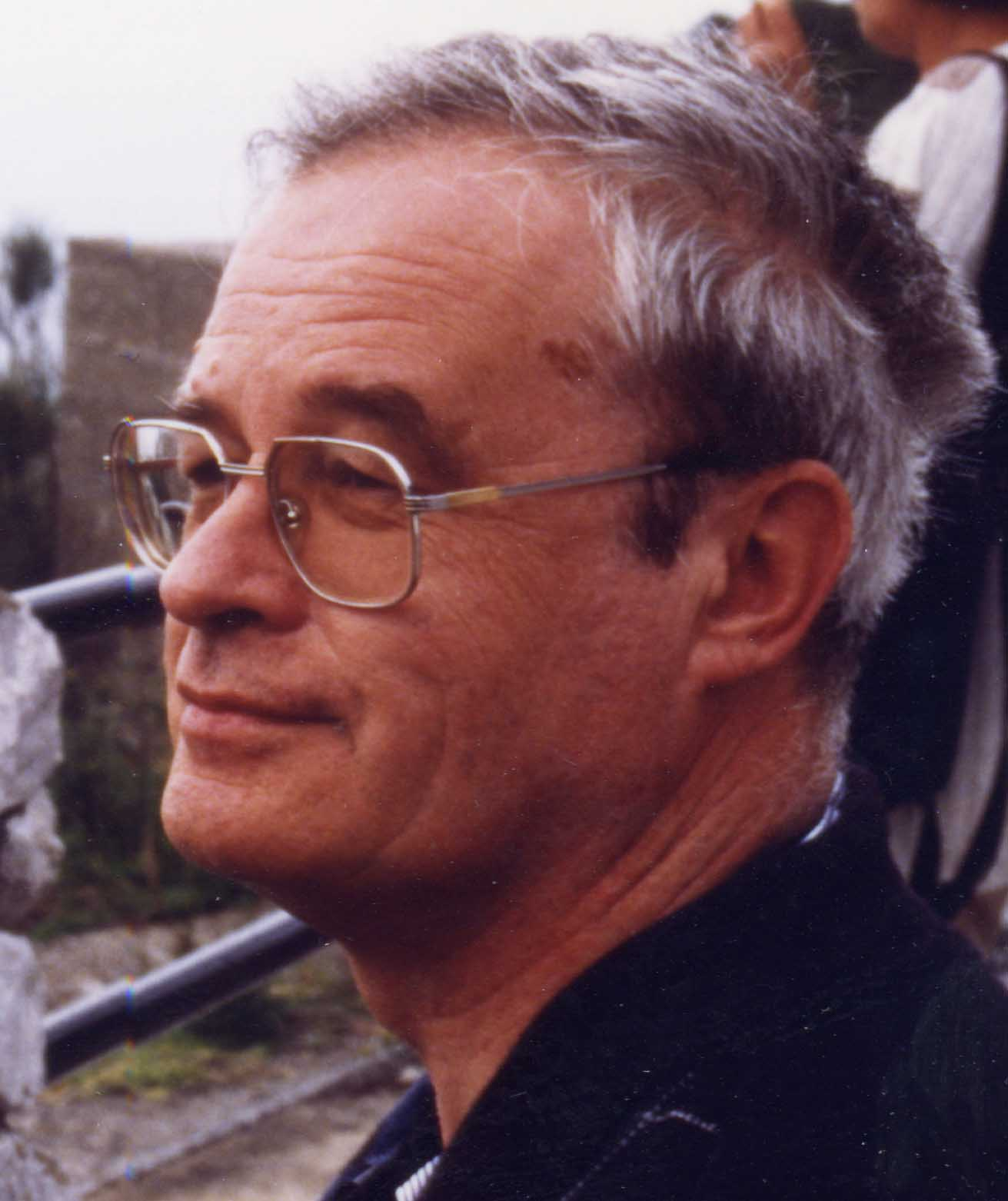
Wolf-Ernst Reif

Wolf-Ernst Reif (* 27. Juni 1945 in Heidenheim an der Brenz; † 11. Juni 2009 in Tübingen) war ein deutscher Paläontologe und Evolutionsbiologe.
Reif lieferte maßgebliche Beiträge zu vielen Bereichen der Geo- und Biowissenschaften und analysierte auch die Struktur und erkenntnistheoretischen Eigenschaften dieser Disziplinen. Sein nachhaltiger Beitrag liegt dabei gerade in der Vielseitigkeit seines Ansatzes, der dialektischen Herangehensweise und theoretischen Durchdringung evolutionsbiologischer Probleme. Reifs Werk legt dar, dass die Geo- und Biowissenschaften sowohl historische als auch naturwissenschaftliche Aspekte haben, und analysiert, wie diese bei der Theorienbildung zusammenwirken.

## Leben
Wolf-Ernst Reif interessierte sich bereits seit früher Jugend für Steine und Fossilien und verfasste bereits im Alter von 17 Jahren eine erste, preisgekrönte wissenschaftliche Arbeit. Reif studierte ab 1966 Geologie an der Eberhard Karls Universität Tübingen unter Adolf Seilacher, bei dem er über triassische Bone beds diplomierte und 1973 über Haie promovierte. Danach wurde er Seilachers Assistent und übernahm die Leitung des Sonderforschungsbereichs 230 „Natürliche Konstruktionen“. 1982 habilitierte er mit seiner Odontoden-Regulations-Theorie. Nach einer befristeten Professur ab 1984 erhielt Reif 1988 eine dauerhafte Professur für Konstruktions-Morphologie an der Universität Tübingen. Gemeinsam mit Frank Westphal machte Reif das Institut für Geologie und Paläontologie in Tübingen zu einem Zentrum der Wirbeltierpaläontologie, aus dem zahlreiche namhafte Paläontologen hervorgingen (z. B. Eberhard „Dino“ Frey, Günter Bechly, Christian Klug, Michael Maisch, Martin Rücklin und Rainer Schoch). Reif war zeitweise Herausgeber der Fachzeitschriften Neues Jahrbuch für Geologie und Paläontologie und Paläontologische Zeitschrift. 1996 ging Reif aus Gesundheitsgründen vorzeitig in den Ruhestand. Seine letzte (teils unvollendete) Arbeit Darwin’s Origin as a modern theory erschien 2010 posthum.

## Werk

### Paläontologie
Seine wesentlichen paläontologischen Fachbeiträge beschäftigten sich mit der Evolution der frühen Wirbeltiere (Entstehung und Ontogenese der Hartgewebe), der Bildung von Fossillagerstätten, und der Konstruktions-Morphologie zahlreicher Organismengruppen. Sein interdisziplinärer Ansatz zielte auf das Erkennen von Bauprinzipien, welche Grenzen und Optionen für Wachstum und Evolution darstellen. Dieses Konzept stand im Zentrum der sogenannten Tübinger Schule der Konstruktions-Morphologie, die zusammen mit Adolf Seilacher und Frank Westphal in den 1970er bis 1990er Jahren einen Schwerpunkt bildete.

### Bionik
Reifs Entdeckung von winzigen Rillen auf den Schuppen schnell schwimmender Hochseehaie führte in Kooperation mit dem Strömungsmechaniker Dr. Dietrich W. Bechert vom DLR in Berlin zu der Erkenntnis, dass Mikrorillen durch Verminderung des Reibungswiderstandes den Energieverbrauch im Vergleich zu glatten Oberflächen um 8 bis 11 Prozent reduzieren können. Dies Widersprach der zuvor herrschenden Lehrmeinung, dass glatte Oberflächen stets strömungsgünstiger seien. Eine auf der Grundlage dieser Forschungen entwickelte Riblet-Folie führte in einem Großversuch bei einem Airbus-320-Verkehrsflugzeug zu einem um 3 Prozent verringerten Treibstoffverbrauch. Die Segeljacht Stars and Stripes wurde ebenfalls mit einer Mikrorillenfolie versehen und gewann 1987 den America’s Cup. Die Schwimmanzüge (Speedo Fastskin) der meisten Olympiateilnehmer sind seit 1996 mit Mikrolängsrillen versehen.

### Evolutionsbiologie
Ausgehend von einem interdisziplinären Ansatz (Embryologie, Funktionsmorphologie, Strömungsphysik und Paläontologie) untersuchte Reif die Evolution der Schuppen und Zähne von Haien. Dies führte ihn zu einem evolutionären Modell der Zahnbildung, der Odontoden-Regulations-Theorie. In zahlreichen anderen Beiträgen befasste er sich mit Artbildung (Speziation), evolutionären Zwängen (Constraints), Gradualismus und zuletzt mit den Grundfragen der Phylogenetischen Systematik oder Kladistik. Ein weiterer wesentlicher Beitrag ist das mit Roger D. K. Thomas ausgearbeitete Modell des Skeleton Space, eines 7-dimensionalen Raums, in dem sich alle denkbaren organischen Hartgebilde und deren evolutionäre Wanderung durch diesen Raum darstellen lassen.

### Evolutionstheorie
Reif befasste sich eingehend mit Charles Darwin, vor allem mit dessen 1859 erschienenem Hauptwerk Die Entstehung der Arten. Zentral war für ihn die Frage, welche Evolutionsfaktoren Darwin bereits erkannt hatte. Dabei fand er Hinweise auf ein implizites ökologisches Artkonzept in Darwins Werk. Ebenso analysierte er Belege für Darwins Organismuskonzept. Ein zweites, immer wiederkehrendes Thema in Reifs theoretischem Werk ist die Typologie, ein vor-darwinscher Ansatz der Evolutionsbiologie, der nach Reifs Überzeugung viele Probleme für die Integration von Paläontologie und Evolutionsbiologie verursachte.

### Wissenschaftsgeschichte
Reif untersuchte das Lebenswerk zahlreicher Geo- und Biowissenschaftler, meist im Hinblick auf deren evolutionsbiologische Konzepte und Ideen. Dazu zählen neben Darwin vor allem die Arbeiten von Otto Heinrich Schindewolf, Willi Hennig, Othenio Abel, Adolf Naef, Friedrich August von Quenstedt und Walter Zimmermann. Ein immer wiederkehrendes Thema war die Synthetische Evolutionstheorie und die Frage, welche Autoren dazu beigetragen haben.

## Preise und Ehrungen
- Hörlein-Preis vom Verband Deutscher Biologen für seine erste wissenschaftliche Arbeit im Alter von 17 Jahren
- 1986 Ernst-Mach-Preis der DLR für seine Forschungen auf dem Gebiet der Bionik
- 2008 Ernennung zum Ehrenmitglied der Paläontologischen Gesellschaft[1]
- 2013: Sonderband der Zeitschrift Historical Biology (Vol. 25/2) "Analysis and Synthesis: Studies in Paleobiology, Evolution and the History of Science in Honour of Wolf-Ernst Reif, 1945–2009".[2]

## Veröffentlichungen
- Squamation and ecology of sharks, Courier Forschungsinstitut Senckenberg, Nr. 78, Senckenberg. Naturforschende Gesellschaft, Frankfurt am Main, 1985
- mit David Weishampel Theoretical Morphology. An annotated bibliography 1960–1990, Courier Forschungsinstitut Senckenberg, Nr. 142, Senckenberg. Naturforschende Gesellschaft, Frankfurt am Main, 1991
- Herausgeber mit J. Bereiter-Hahn, O. R. Anderson Cytomechanics : the mechanical basis of cell form and structure, Springer Verlag 1987

Eine komplette Literaturliste findet sich im Nachruf:
- Rainer Schoch (2010):  Wolf-Ernst Reif - A Wonderful Mind. N. Jb. Geol. Paläont. Abh. 255(2): 1-5; Stuttgart.